# Cernosvitoviella minor
Cernosvitoviella minor is een ringworm uit de familie van de Enchytraeidae. De wetenschappelijke naam van de soort is voor het eerst geldig gepubliceerd in 1990 door Dózsa-Farkas.